# Joran

Le Joran sur le lac Léman.

Le joran désigne l'ensemble des vents du nord-ouest qui soufflent sur le sud du massif du Jura, sur le lac Léman, le lac de Neuchâtel et le lac de Bienne. En outre, la topographie des lacs jurassiens le rend catabatique et parfois redoutable pour la navigation à voile.

## Le Joran de beau temps
Brise de pente catabatique dû au refroidissement plus rapide du massif jurassien que des lacs, le Joran de beau temps souffle en fin d'après-midi et dans la nuit, principalement en été. Vent plutôt régulier, il est apprécié des navigateurs qui l'utilisent notamment pour organiser des régates du soir.

## Le Joran d'orage
C'est un vent imprévisible qui peut s'abattre avec fougue sur le lac. Ce front de rafales est caractérisé au début par de brusques et fortes rafales avant de se régulariser. Les signes avant-coureurs sont notamment la formation de cellules orageuses sur les crêtes du Jura. Pouvant atteindre plus de 100 km/h, il est très redouté des navigateurs.

## Le Joran de front froid
Par analogie, le vent descendant le Jura et accompagnant l'arrivée d'un front froid par le nord-ouest est également appelé Joran.

## Autres significations
- La « paroisse du Joran », regroupant les villages de Boudry, Bevaix, Cortaillod et La Béroche sur les rives du lac de Neuchâtel, a choisi ce nom parce qu'elle est très exposée à ce vent.
- Joran est aussi un prénom peu courant d'origine bretonne.